# Kivuskriktrast
Kivuskriktrast (Turdoides chapini) är en fågel i familjen fnittertrastar inom ordningen tättingar.

## Utseende och läte
Kivuskriktrast är en udda knubbig brun skriktrast. Den har ljusare strupe, mörkt kastanjebrun hjässa, och varmare rostbrunt på bröstet, övergumpen och på vingen. Ungfågeln är mer lilaaktig hjässa. Den rör sig ofta med bulbyler och kan misstas för dem, men urskiljer sig genom sina rostbruna toner. Från flockar hörs hårda, raspiga läten uppblandade med mjukare ljud.

## Utbredning och systematik
Kivuskriktrast förekommer enbart i östra Demokratiska republiken Kongo och delas in i tre underarter med följande utbredning:
- Turdoides chapini chapini – Albertsjön till Edwardsjön
- Turdoides chapini nyombensis – berget Nyombe, Kivu
- Turdoides chapini kalindei – sydvästra Itombwehöglandet

### Släktestillhörighet
Kivuskriktrast placeras traditionellt i släktet Kupeornis. DNA-studier visar dock att skriktrastsläktet  Turdoides är parafyletiskt visavi Kupeornis och Phyllanthus. Olika auktoriteter behandlar dessa resultat på olika vis. Vanligen bryts en grupp med huvudsakligen asiatiska skriktrastar ut från Turdoides till det egna släktet Argya, medan Kupeornis och Phyllanthus inkorporeras i Turdoides i begränsad mening. BirdLife International har dock valt att behålla dessa två som egna släkten.

## Status och hot
Arten har ett stort utbredningsområde, men tros minska i antal, dock inte tillräckligt kraftigt för att den ska betraktas som hotad. Internationella naturvårdsunionen IUCN listar arten som livskraftig (LC).

## Levnadssätt
Kivuskriktrast hittas i städsegröna lövskogar på mellan 1000 och 1650 meters höjd. Där rör den sig i familjegrupper med mellan fem och tolv individer, snabbt och ljudligt genom trädtaket. Arten häckar mellan maj och juni.

## Namn
Fågelns vetenskapliga artnamn hedrar Dr James Paul Chapin (1889-1964), amerikansk ornitolog, konstnär och samlare verksam i Belgiska Kongo. Tidigare kallades den chapinskriktrast även på svenska, men tilldelades 2023 ett mer informativt namn av BirdLife Sveriges taxonomikommitté.